# Малецкий, Николай Леонидович
Николай Леонидович Малецкий (укр. Микола Леонідович Малецький; 9 мая 1946 — 17 мая 2021) — советский и российский режиссёр игрового и документального кино, сценарист, педагог.

## Биография
Николай Малецкий родился 9 мая 1946 года в Киеве. Окончил режиссёрский факультет КГИТИ имени И. К. Карпенко-Карого (1974, мастерская Р. Р. Ефименко). В период учёбы снял несколько телевизионных фильмов («Борис Тэн», «Сегодня» и др.), удостоенных призов на республиканских смотрах Украинской ССР. С 1974 — режиссёр Киевской киностудии имени А. Довженко, был членом Союза кинематографистов Украины и Союза кинематографистов России.
С 1989 г. проживал в Москве, работал на студиях им. Горького, РЦСДФ, ЦТ и др., профессор ВГИКа, член Гильдии кинорежиссёров России.
Поставил 8 игровых картин, среди которых «Будем ждать, возвращайся», «Такая она, игра», «Семейное дело», «Прыжок», «Мелодрама с покушением на убийство», «Завтрак с видом на Эльбрус». Снял ряд документальных фильмов и ТВ передач: «Вершина Визбора», «Виктор Языков. Ветер перемен», «Юрий Сёмин. Двенадцатый игрок», «Венедикт Ерофеев. „Москва-Петушки“», «Вратари».
С 1997 по 2003 год преподавал теорию и практику монтажа во ВГИКе, с 2004 года — режиссуру кино и телевидения в Институте телевидения.
Скончался 17 мая 2021 года. Похоронен на Новогорском кладбище (Химки).

## Фильмография

### Игровое кино
- 1975 — Побег из дворца
- 1976 — Такая она, игра[4][5][6]
- 1981 — Будем ждать, возвращайся[7][8]
- 1982 — Семейное дело[9][10]
- 1985 — Прыжок[11]
- 1986 — Рядом с вами[укр.]
- 1992 — Мелодрама с покушением на убийство[укр.][12] (Россия, Украина)
- 1993 — Завтрак с видом на Эльбрус

### Документальное кино
- 1989 — Вершина Визбора (документальный)[13]
- 1990 — «Фазис» поднимает паруса[14]
- 1999 — Юрий Визбор. Судьба и песни (документальный)
- 1999 — Первые в истории (документальный кинофильм)[15]
- 2000 — Виктор Языков. Ветер перемен (документальный)[16]
- 2002 — Юрий Сёмин. Двенадцатый игрок (документальный)[17]
- 2003 — Инга Артамонова. Как не хочется умирать (документальный)
- 2003 — Венедикт Ерофеев. «Москва-Петушки» (документальный)
- 2004 — Вратари (документальный)
- 2004 — Елена Калинина. На коне (документальный)[18]
- 2006 — Валерий Газзаев — человек чести (документальный)[19]
- 2006 — Динамо — XX век (документальный)
- 2006 — По планете на коне (документальный)
- 2008 — Острова. Юрий Визбор (документальный)
- 2008 — Острова. Юрий Богатырёв (документальный)[20]
- 2008 — Сергей Никоненко. Так я пришёл (документальный)
- 2008 — По лезвию бритвы (документальный)
- 2010 — Вверх по трассе, ведущей вниз (документальный)[21]

### Сценарист
- 1992 — Мелодрама с покушением на убийство[укр.]
- 1993 — Завтрак с видом на Эльбрус
- 2000 — Виктор Языков. Ветер перемен (документальный)
- 2003 — Венедикт Ерофеев (документальный)
- 2003 — Инга Артамонова. Как не хочется умирать (документальный)
- 2006 — По планете на коне (документальный)
- 2008 — Сергей Никоненко. Так я пришёл (документальный)

## Публикации
- Николай Малецкий. «Одиссея Виктора Языкова» — «Физкультура и спорт», 2002, № 07[22]
- Интервью Николая Малецкого газете «Факты и комментарии» 9 января 2003 года о фильме «Такая она, игра» — прототипом главного героя которой был известный тренер Валерий Лобановский[23].